# Viril

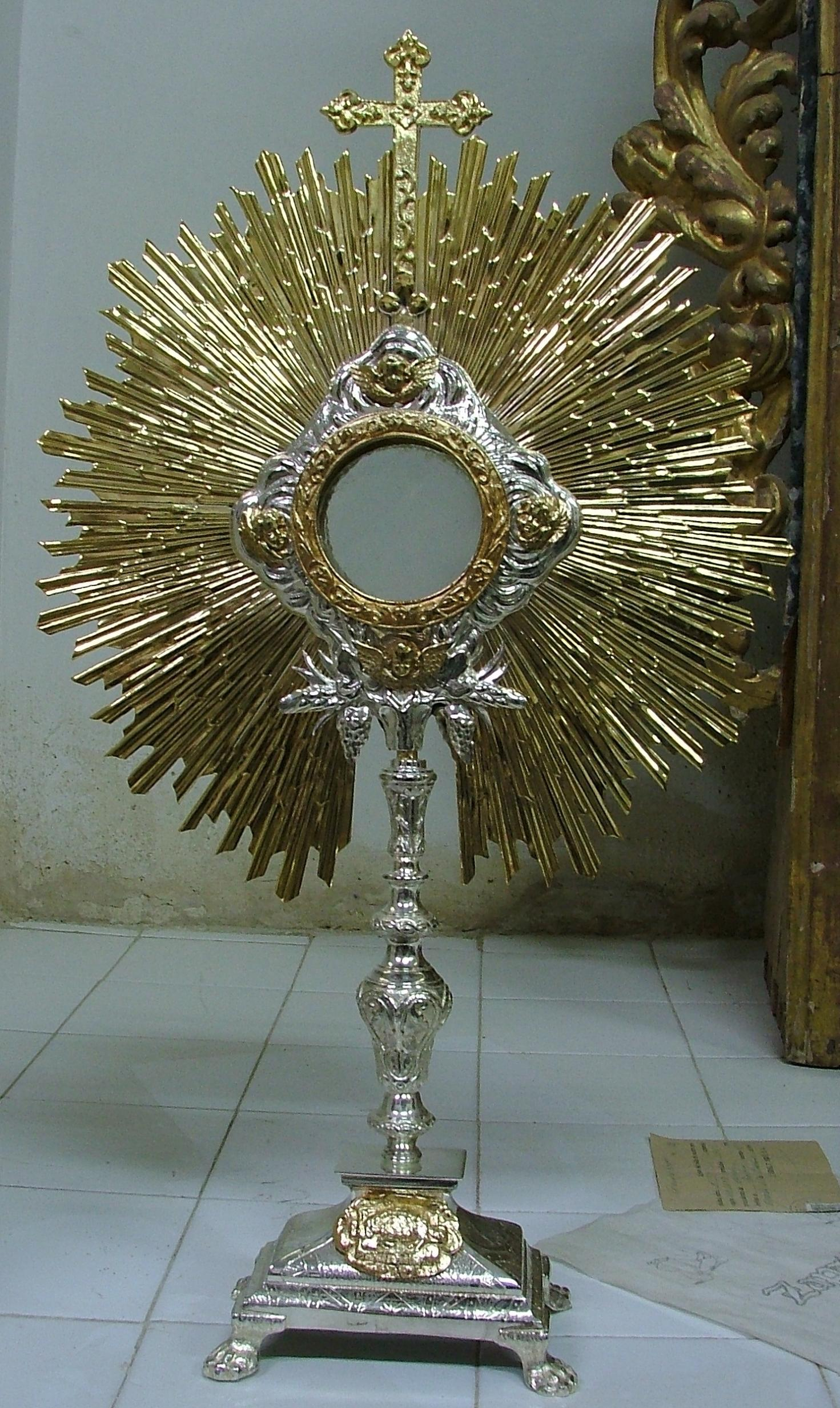
Viril en la parte superior central de esta custodia de mano.

Un viril o luneta[cita requerida] es un objeto simbólico perteneciente al culto católico que consiste de un habitáculo, generalmente de cristal y redondo, decorado con metales y piedras preciosas, destinado a encerrar la hostia y que se coloca en la parte superior central de la custodia (u ostensorio) para la exposición de la misma. Si guarda reliquias, se coloca en un relicario.
En cierta medida puede ser considerado como una custodia pequeña que se coloca dentro de otra más grande.
Debido al contacto directo que guarda con la hostia, suele ser la parte más rica y mejor cuidada de los ostensorios.[cita requerida]